# Kildehenvisning
En kildehenvisning, kildeangivelse, reference, citering eller citation er en måde at angive en kilde på. Kildehenvisninger til litteratur skal tydeliggøre, hvor forfatteren har sine informationer fra. Hvis forfatteren gengiver anden forfatters materiale uden at angive kilden, er der tale om afskrift.
Ved henvisninger til bøger, aviser og andet papirbaseret kildemateriale angives normalt titel, forfatter, udgiver og årstal. Udgave, sidetal, udgivelsessted, bind-nummer (ved henvisning til tidsskrifter) - og ISBN-nummer eller ISSN-nummer kan også angives.
Ved henvisning til websider eller websteder bør datoen for besøget angives i kildehenvisningen.

## I praksis
En kildehenvisning i litteratur foretages ofte ved at indføre en parentes indeholdende følgende oplysning: Forfatterens efternavn, årstal samt sidetal. Der henvises til den litteratur man gør brug af i sin tekst, og denne skulle være at finde i ens litteraturliste. 
Følgende er et eksempel på hvordan henvisninger bruges i en videnskabelig tekst: "Sierra Leone er et eksempel på et samfund der beror på klientelisme modsat bureaukrati(Henriksen 2008: 83)"
I litteraturlisten vil man under "Henriksen" finde yderligere oplysninger såsom: Forfatterens fulde navn, oplysninger om bogens titel, udgivelsesår, forlag og om bogen eventuelt er redigeret af en anden. 
Henviser man senere i teksten til samme bog og samme side kan man nøjes med at skrive "(Ibid.)".